# Linhomoeus hirsutus
Linhomoeus hirsutus är en rundmaskart som beskrevs av Bastian 1865. Linhomoeus hirsutus ingår i släktet Linhomoeus och familjen Linhomoeidae. Arten är reproducerande i Sverige. Inga underarter finns listade i Catalogue of Life.